# Richard Klebs
Erdmann Herrmann Richard Klebs (* 30. März 1850 im Kreis Lyck; † 20. Juni 1911 in Königsberg i. Pr.) war ein deutscher Geologe und Pharmakologe, der sich um die Bernsteinforschung verdient machte.

## Leben und Werk
Richard Klebs war Sohn des Gutsbesitzers Hermann Klebs und seiner Frau Nanny geb. Voelkner. Aus der Ehe von Richard Klebs mit seiner Frau Clara geb. Engel gingen drei Kinder hervor. Die Tochter Elsa (geb. 1885) war mit dem Pathologen Carl Kaiserling (1869–1942) verheiratet, der Pathologe Helmut Kaiserling (1906–1989) war Klebs’ Enkel.
Klebs studierte Pharmazie an der Albertus-Universität Königsberg, an der er in diesem Fachgebiet zum Dr. phil. promoviert wurde. Er hatte sich schon während seines Studiums der Geologie zugewendet und arbeitete für die Physikalisch-Ökonomische Gesellschaft. 1881 bis 1904 war er bei der Preußischen Geologischen Landesanstalt (PGLA), an der er Landesgeologe wurde. Im Zuge dieser Tätigkeit fertigte er geologische Karten Ost- und Westpreußens an und untersuchte das vorgeschichtliche Gräberfeld in Tengen (Baden-Württemberg). Parallel hierzu beriet Klebs bis 1899 die Firma Stantien & Becker, die im Samland damit begonnen hatte, Bernstein industriell abzubauen. Es gelang ihm, die Firmeninhaber davon zu überzeugen, alle wissenschaftlich interessanten Bernsteinstücke einem von Klebs gegründeten, jedoch im Eigentum von Stantien & Becker verbliebenem Museum zur Verfügung zu stellen. Im Jahre 1889 erschien ein Museumskatalog mit 26.000 Inventarnummern. Klebs wurde im Jahre 1902 von dem russischen Zaren Nikolaus II. als Berater für die Restaurierung des Bernsteinzimmers nach Russland eingeladen. In den letzten drei Jahrzehnten seines Lebens war er Kurator der Bernsteinsammlung des Provinzialmuseums Königsberg. Er hatte den Professorentitel.
Richard Klebs hat im Laufe seines Lebens eine sehr umfangreiche Bernsteinsammlung angelegt, in die er vorwiegend Stücke mit organischen Einschlüssen aufgenommen hatte. Darunter befinden sich Stücke von großer Seltenheit und hohem wissenschaftlichen Wert (z. B. ein Floh und eine Eidechse). Zumindest einen Teil (wahrscheinlich 11.000 Stücke) seiner rund 27.000 Stücke mit organischen Inklusen umfassenden Sammlung erwarb 15 Jahre nach seinem Tode der Staat Preußen. Zu seiner Sammlung gehörten auch jungsteinzeitliche Artefakte aus Schwarzort (heute Juodkrante) auf der Kurischen Nehrung. Erhebliche Teile der Sammlung von Richard Klebs haben die Kriegs- und Nachkriegswirren nicht überstanden. Die Überreste werden im Institut und Museum für Geologie und Paläontologie (IMGP) der Universität Göttingen aufbewahrt.
Nach ihm benannt ist der in einem Stück Baltischen Bernsteins entdeckte fossile Floh Palaeopsylla klebsiana DAMPF 1911.

## Werke (Auswahl)
- Der Bernstein. Seine Gewinnung, Geschichte und geologische Bedeutung. Erläuterung und Catalog der Bernstein-Sammlung der Firma Stantien & Becker. Königsberg 1880.
- Gewinnung und Verarbeitung des Bernsteins. Königsberg 1883.
- Der Bernsteinschmuck der Steinzeit von der Baggerei bei Schwarzort und anderen Lokalitäten Pressens. In: Beiträge zur Naturkunde Preussens. Königsberg 1882.
- Die Handelssorten des Bernsteins. In: Jahrbuch der königlich preussischen geologischen Landesanstalt. Berlin 1882
- Über Bernsteineinschlüsse im Allgemeinen und die Coleopteren meiner Bernsteinsammlung. In: Schriften der Physikalisch-ökonomischen Gesellschaft zu Königsberg i.Pr. Nr. 51, Königsberg 1910.